# Rosalie et Léontine vont au théâtre
Rosalie et Léontine vont au théâtre, auch Rosalie et Léontine au théâtre, ist eine fragmentarisch erhaltene französische Stummfilmkomödie von Roméo Bosetti aus dem Jahr 1911.

## Handlung
Rosalie und Léontine haben sich herausgeputzt und gehen voller Freude ins Theater Les Capucines, wo sie sich das Stück La Fugitive ansehen wollen. Sie erreichen ihre Plätze und sind zunächst von den beiden distinguierten Herren vor ihnen begeistert – beide haben eine Halbglatze und Rosalie und Léontine machen sich einen Spaß, beiden über den Kopf zu streichen.
Das Stück beginnt und ein Mann wird von einem anderen mit einem Säbel erstochen. Rosalie und Léontine verfolgen das Stück begeistert, lachen laut und stören die anderen Zuschauer mit Bravo-Rufen. Schließlich werden die beiden Frauen von den oberen Rängen mit Eiern beworfen. Auf der Bühne erscheint die Geliebte, sieht ihren verstorbenen Mann und erdolcht sich. Rosalie und Léontine sind nun in Tränen aufgelöst und wringen ihre nassen Taschentücher ein ums andere Mal laut weinend über den Zuschauern vor ihnen aus. Schließlich werden beide von einem Polizisten aus dem Theater geworfen.

## Produktion
Rosalie et Léontine vont au théâtre war Teil der populären Rosalie-Reihe, die ab 1911 bei Pathé Comica in Nizza und Pathé Frères in Paris entstand und mehr als 30 Kurzfilme umfasste. Die Hauptrolle der Rosalie verkörperte Sarah Duhamel, die als eine der ersten Filmkomikerinnen Frankreichs gilt. Die Identität der im Film „Léontine“ genannten Frau, die Hauptdarstellerin einer gleichnamigen Filmserie mit über 20 Filmen wurde, konnte bis heute nicht geklärt werden. Rosalie et Léontine vont au théâtre wurde am 23. Juni 1911 uraufgeführt.
Rosalie et Léontine vont au théâtre ist in einer 91 Meter langen Kopie im National Film and Television Archive in London erhalten. Eine weitere Kopie befindet sich im Filmarchiv Austria in Wien. Die Originallänge des Films betrug 100 Meter.